# 歐洲聯盟機構
歐洲聯盟機構（英語：Institutions of the European Union）是指歐洲聯盟構成的7個主要機構，《馬城條約》第十三條根據以下的次序排列它們：歐洲議會、歐洲理事會、歐盟理事會、歐盟委員會、歐盟法院、歐洲中央銀行及歐洲審計院。
需要注意的是，歐洲聯盟公署、歐洲聯盟諮詢組織跟歐洲聯盟機構是不同層級的機構群體。

## 歷史
在歐洲煤鋼共同體成立的時期，亦同時間建立了大部份歐洲聯盟的機構。相比成立的初期，機構間的權力核心逐漸由歐盟理事會轉移至歐洲議會的手中。歐盟委員會的角色原本是上述兩個機構的調停人，當兩者出現衝突時，委員會對最終決定有舉足輕重的作用，但它亦漸漸變為向議會負責的機構。例如1999年該議會曾逼使桑特委員會總辭及2004年逼使巴羅佐委員會總辭。歐盟機構的發展一直是跟隨不同的條約及協定而改變，欠缺一個總體規劃，華盛頓郵報的前記者雷德（T. R. Reid）就曾著書批評歐盟的是一個繁複及累贅的組織。

### 成立
1950年，法國外交部長罗贝尔·舒曼提出建立歐洲煤鋼共同體的建議，歐洲六國於來年簽定《巴黎條約》，歐盟各機構的雛型都是根據這條條約產生。當時共建立了四個機構，分別是高級公署機構（High Authority）、共同議會（Common Assembly）、部長理事會（Council of ministers）及歐洲法院（Court of Justice）。
高級公署機構是擁有決策權力的超國家機構，它的工作是確保能夠達到條約的目標及保障簽署國的共同利益。共同議會由各國的議會成員組成，功能是監督共同體的運作。部長理事會是一個協調組織，它的工作是令高級公署及成員國各自的政策能夠保持一致，不互相抵觸。歐洲法院則主要是監察各成員國的機構，確保他們遵守及實行條約中的內容。

### 改變
1957年，《巴黎條約》的簽署國簽定《羅馬條約》，成立了歐洲經濟共同體（European Economic Community）及歐洲原子能共同體（European Atomic Energy Community）。連同歐洲煤鋼共同體，三個組織分享共同的法院及議會，但各自有獨立的理事會及高級公署。
1967年，由於法國政府對於新成立的兩個公署有所猜忌，促使了合併條約的出現，將三個組織的行政機構合併為一；合併後的委員會及理事會亦即現今歐盟委員會及歐盟理事會的前身。
2009年的里斯本條約提升了歐洲議會的權力，將一般立法程序（即原來的共同決定程序）的適用範圍擴大至絕大多數的議題。另外，條約增設了常任的歐洲理事會主席及對外關係暨安全政策高級代表兩個職位。在歐盟理事會的投票方式上則採用了雙重多數決來代替過往複雜的投票方式。

## 機構列表
歐盟的行政及立法權力集中於三個機構手中，歐盟理事會代表各國政府、歐洲議會代表各國公民，歐盟的整體利益則由歐盟委員會代表。原則上，當委員會認為需要立法，又或理事會、議會或其他團體向委員會提出立法的要求時，委員會便會草擬建議書，並提交到議會。大部份的項目都必須得到議會及理事會共同通過才能成為法律。除了草擬法律的建議書，歐盟委員會的工作還包括確保成員國遵守歐盟的法律，否則會在歐盟法院中控告違反歐盟法律的成員國。

### 歐洲議會

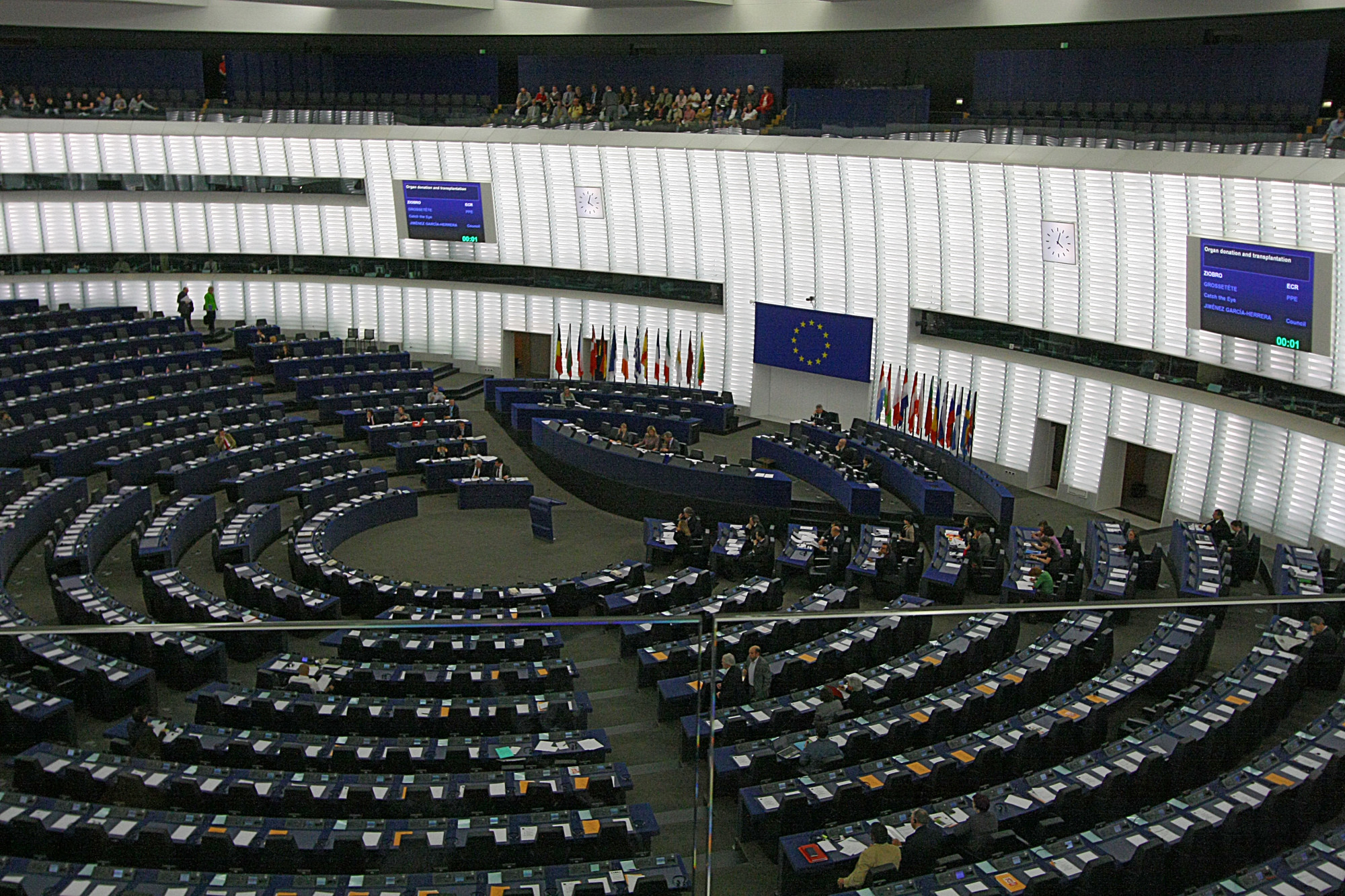

歐洲議會（European Parliament）與歐盟理事會共同擁有立法及財政預算的權力。它現在共有	705名議員，由普選產生，任期為五年。它代表歐盟超過5億的公民，是世界上第二大的民主選區。經過選舉後，各議員會根據政治立場建立不同的政治團體，現今議會中共有7個政治團體。
歐洲議會的主要工作是修改及通過歐盟委員會提交的法律議案、監察委員會的工作及通過歐盟的財政預算。儘管在某些議題上，議會的權力仍然低於歐盟理事會，但前者的權力正透過新的條約不斷壯大中。
歐洲議會主席由議會的成員選舉產生，現任主席是羅柏塔·梅索拉。

### 歐洲高峰會

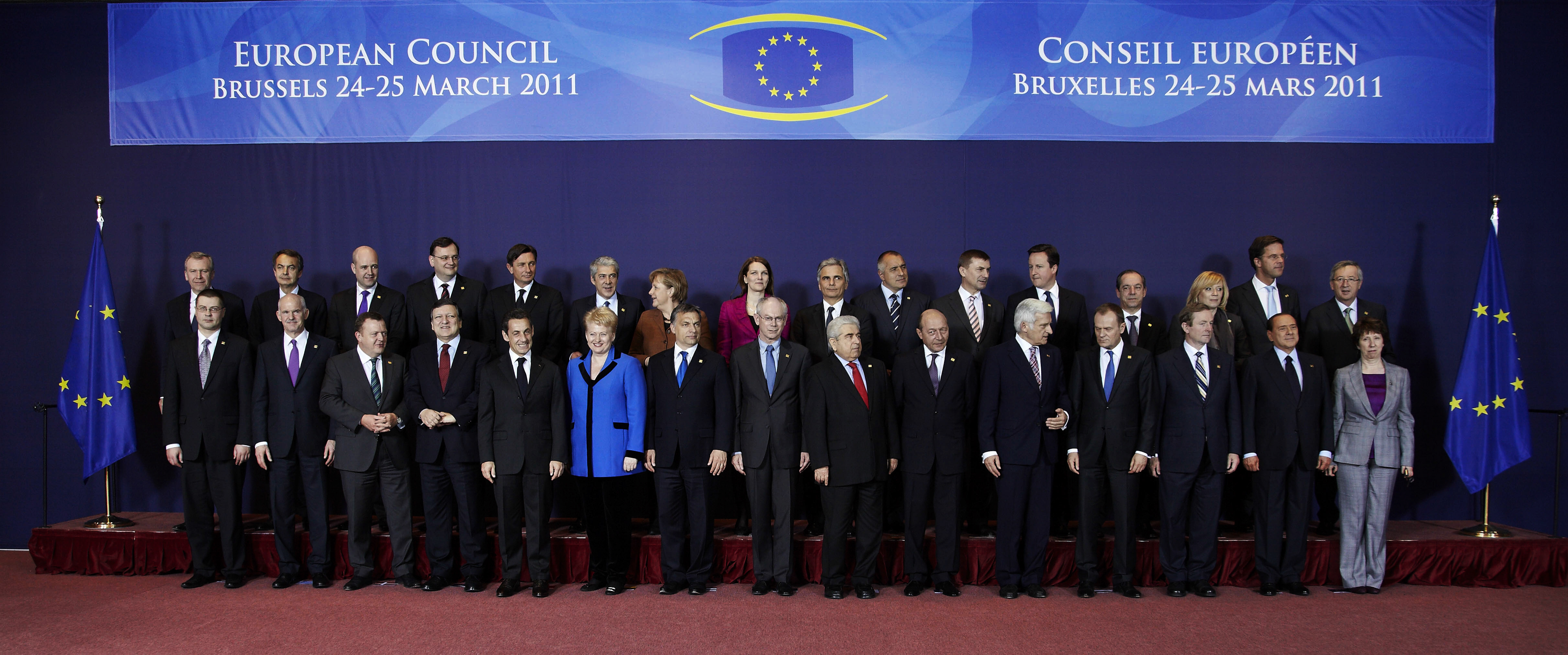
歐洲理事會成員

歐洲高峰會（European Council）的主要成員是各成員國的元首、歐洲理事會的主席及歐盟委員會的主席。他們每半年會舉行兩次會議，決定歐盟發展的方向及各種政策的實行次序等；但該會不會涉及任何立法程序。歐洲高峰會的主席由該會成員選出，負責主持及推動理事會的工作。他同時需要肩負歐盟的外交事務，增加歐盟更加受國際社會關注。
現任歐洲高峰會主席是安東尼奧·科斯塔。

### 歐盟理事會

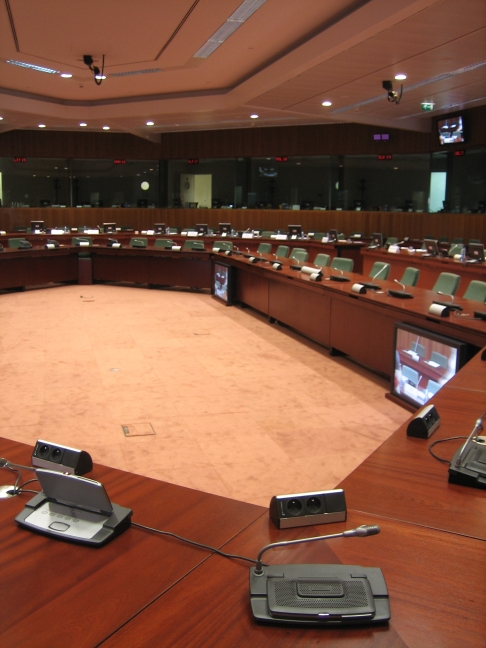

歐盟理事會（Council of the European Union，另稱為部長理事會或理事會）是擁有立法權力及部份行政權力的決策機構。它並非由固定的成員組成，每一次理事會的會議都有不同的政策議題，每個國家會派遣相關的部長出席會議，例如討論環境問題時會派環境部長出席。理事會的主席由會員國輪任，任期為半年。
理事會的工作包括通過歐盟的法律、簽署歐盟與其他國家建立的協定、制定歐盟的外交及防衞政策、批准財政預算及協調成員國之間的經濟政策等。

### 歐盟委員會

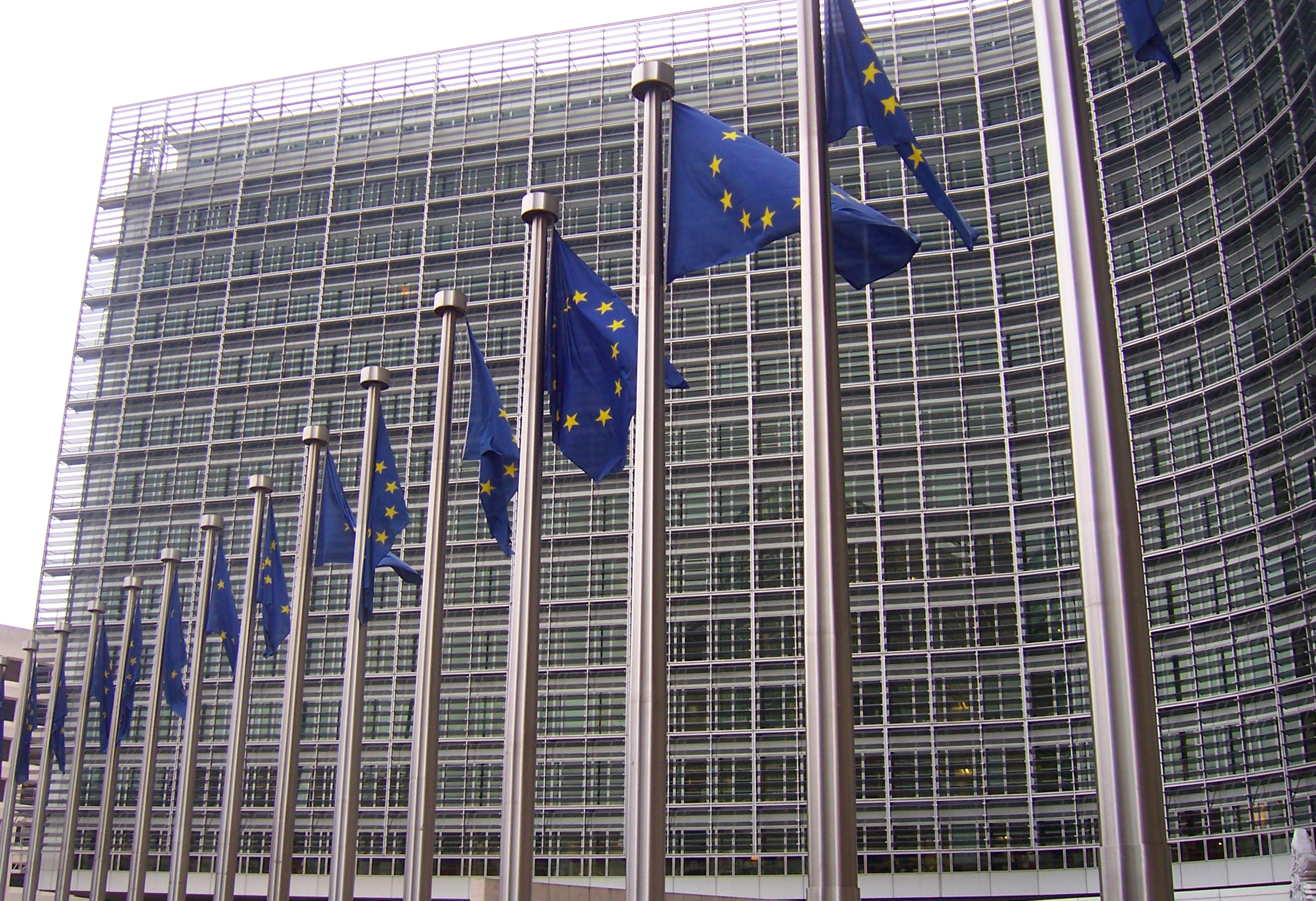

歐盟委員會（European Commission）是歐盟的行政機構。它的宗旨是維護歐盟整體的利益，主要工作包括擬定歐盟法律的建議書、執行歐盟制定的政策及草礙財政預算等。
委員會由27名委員組成，委員從每個成員國中各選出一人擔任，任期為5年；每個委員都會負責特定的政策，負責的政策由委員會主席分配。委員會主席由歐洲委員會提名，經歐洲議會同意後產生，現任主席是烏爾蘇拉·馮德萊恩。

### 歐盟法院

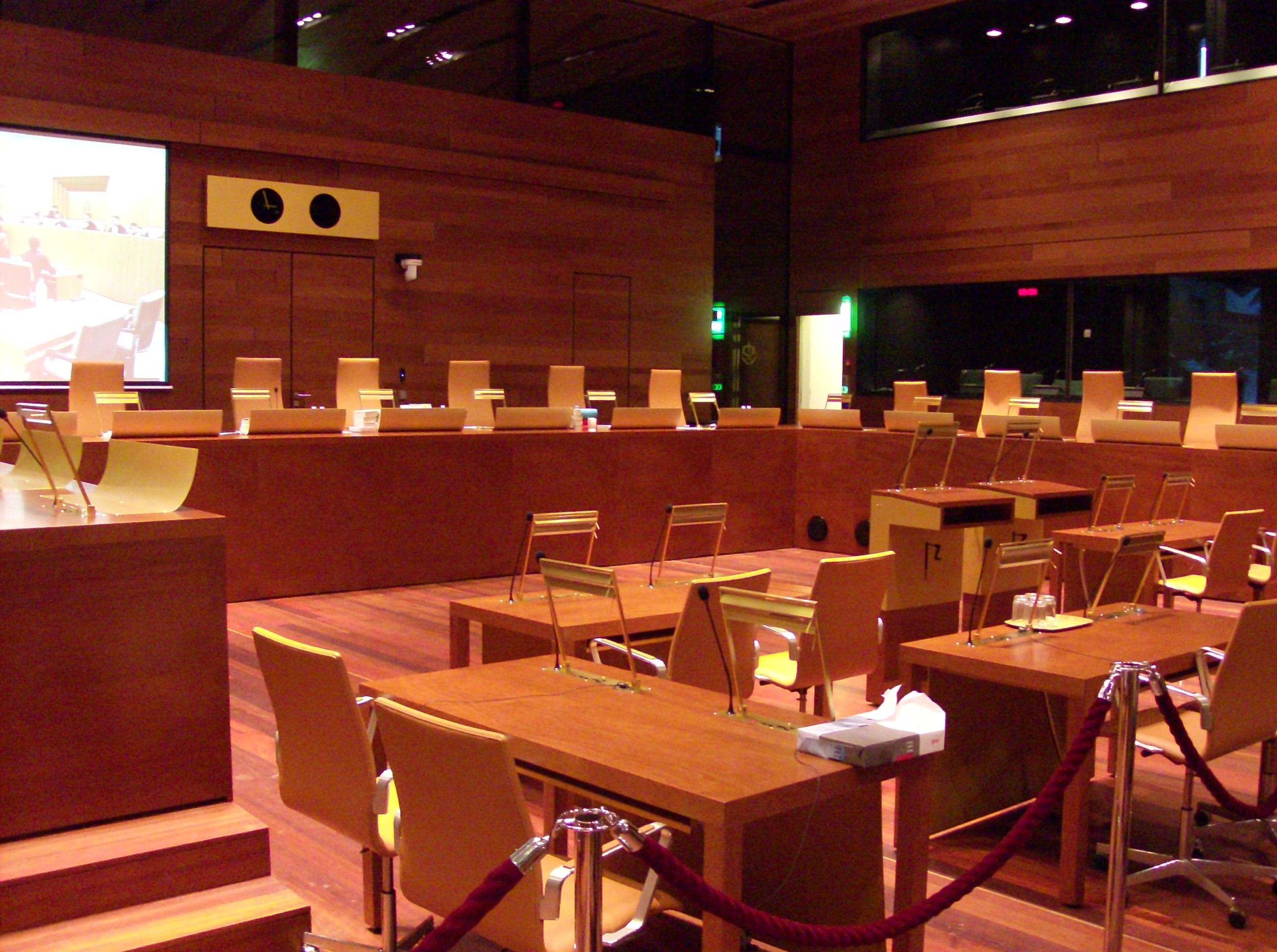

歐洲聯盟法院（Court of Justice of the European Union）是歐盟的司法機構，主要負責解釋歐盟的法律及確保歐盟成員國遵守那些法律、處理成員國與各歐盟機構間的法律問題及處理各種申訴等。歐盟法院由三個法院組成，分別是歐洲法院（Court of Justice）、普通法院（General Court）及歐盟公務員法庭（Civil Service Tribunal）。
歐洲聯盟法院的總部設於盧森堡。

### 歐洲中央銀行

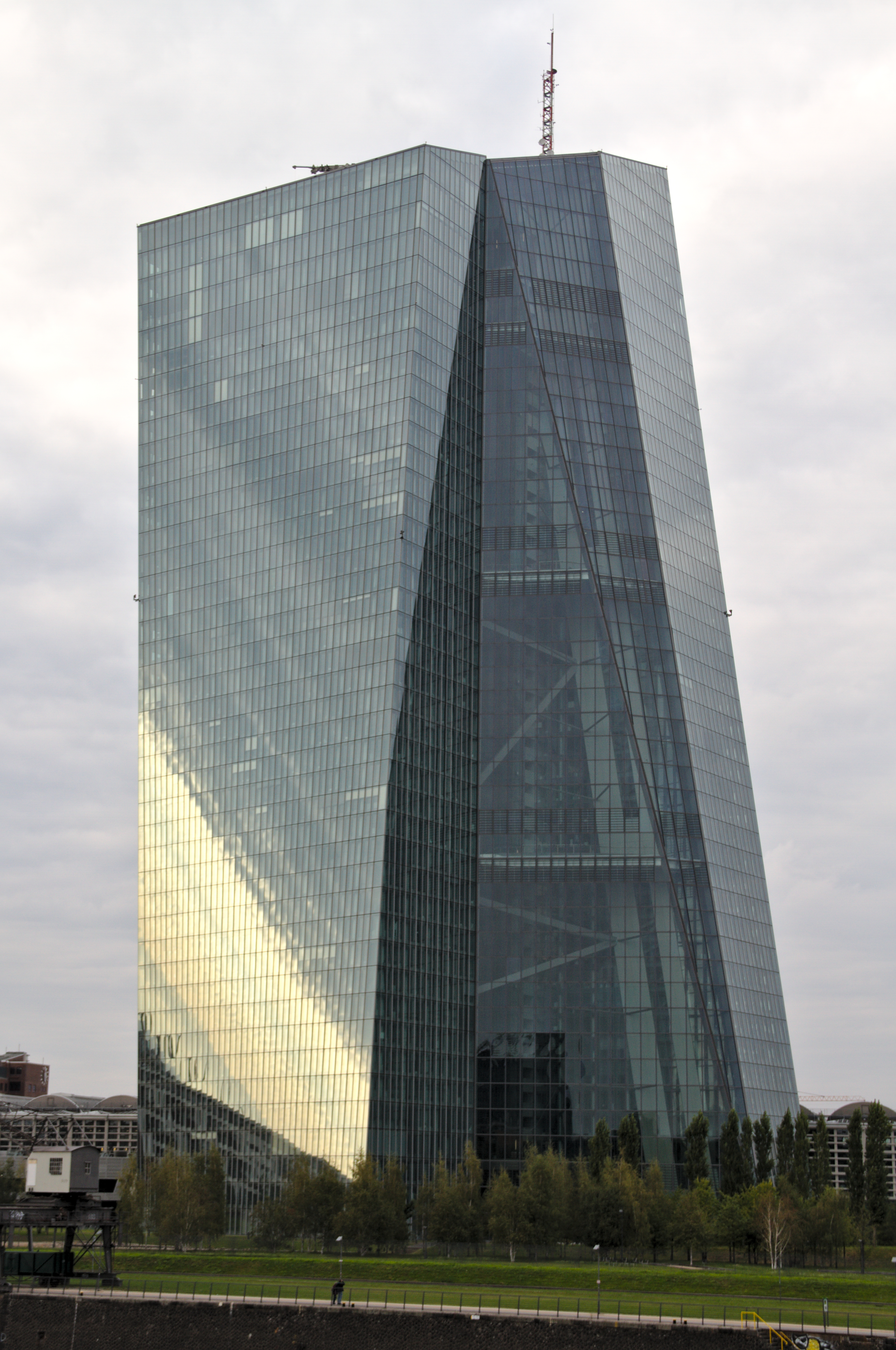
歐洲中央銀行

歐洲中央銀行（The European Central Bank）的主要工作是制定歐元區的貨幣政策。使用歐元的歐盟成員國當中，他們的中央銀行與歐洲央行組成了歐元體系，這個體制旨在促進歐洲金融的整合及保持穩定的金融體系。
歐洲央行與歐盟所有成員國的中央銀行組成了歐洲中央銀行體系，沒有加入歐元體系的歐盟國家亦需要協助維持歐元區內的價格穩定及參與歐洲支付系統（TARGET2）的工作。
歐洲中央銀行的總部設於德國法蘭克福，現任行長是克莉絲蒂娜·拉加德。

### 歐洲審計院

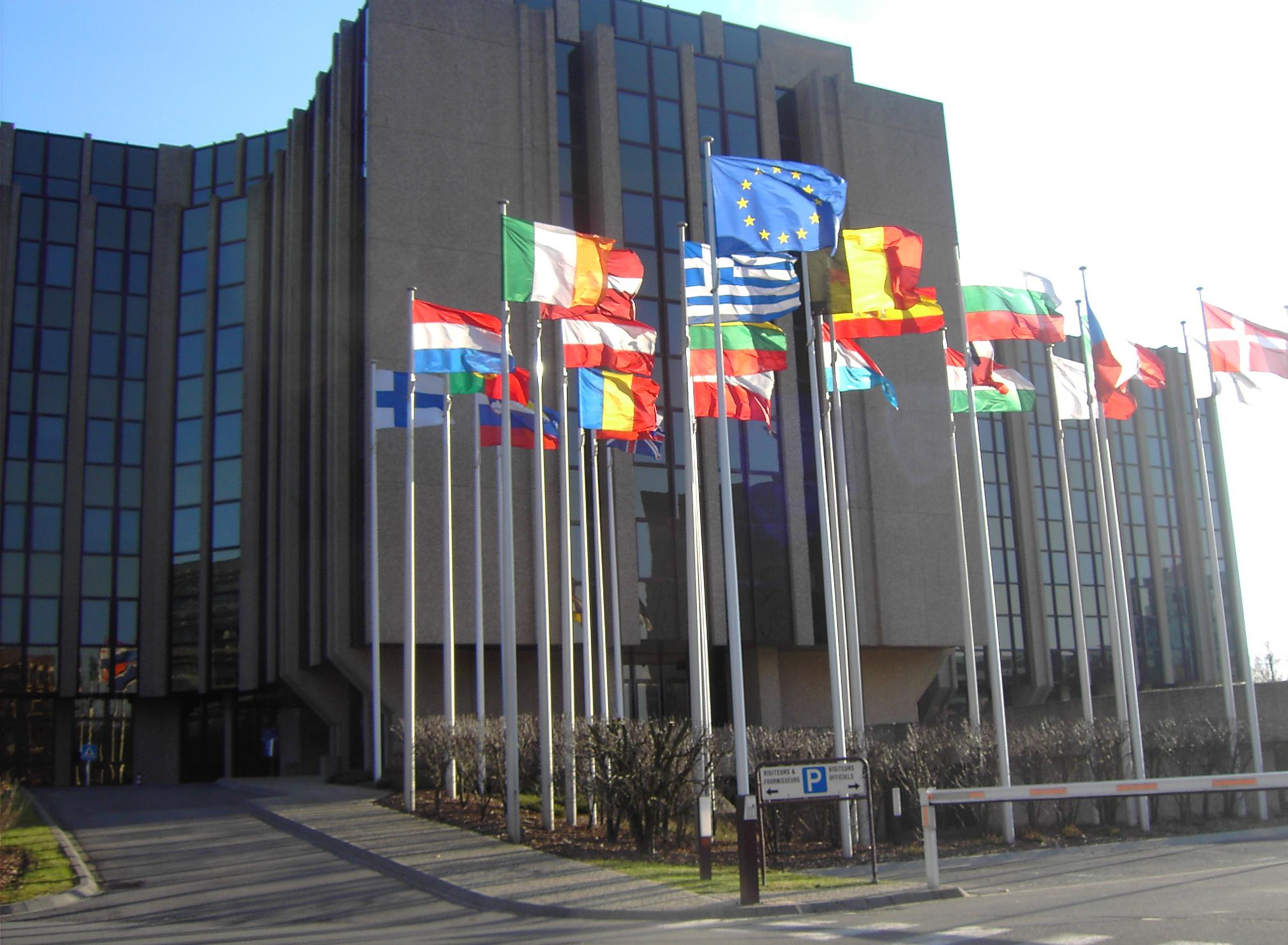
設於盧森堡的歐洲審計院

歐洲審計院（European Court of Auditors）是監督歐盟財政的機構，旨在確保歐盟納兌人的兌款能夠發揮最大的效用。審計院於1975年成立，總部設於盧森堡，他的成員由歐盟理事會任命。理事會從每個成員國中選出一名人士擔任審計院成員，任期為六年；審計院的主席任成員選舉產生，任期為三年，現任主席是東尼·墨菲。
歐洲審計院自身並沒有司法的權力，所以當發現涉嫌詐騙或其他諱法的案件時，它會將案件交由歐盟反詐欺局處理。除了防止詐騙的發生，審計院的另一項重要工作時每年交給議院及歐盟理事會的年終報告，議會審視這份報告後會決定是否通過歐盟委員會的預算安排。